# Mont des Cats
Pour les articles homonymes, voir Mont des Cats (homonymie).
Le mont des Cats (prononcé [mɔ̃ dɛ ka] ; en néerlandais : Katsberg) est une hauteur située sur le territoire des communes de Berthen, Godewaersvelde et Méteren, en Flandre française, dans la région Hauts-de-France. Son altitude est de 164 m.
La fête traditionnelle de la Saint-Hubert s'y tient chaque troisième dimanche d'octobre[réf. nécessaire].

## Origine et légende
Le mont des Cats (en néerlandais ou flamand : Katsberg) trouverait son origine dans le nom des Cattes (en latin : Catti/Chatti), une population venue d'Outre-Rhin qui se serait établie dans les environs, au Ve siècle.
Selon la légende flamande, légende racontée aux enfants, le mont des Cats serait apparu après la chute du géant Édouard. Ce dernier après avoir mangé tout un village se serait endormi. Ainsi, le mont des Cats représenterait son ventre[réf. souhaitée].

## Édifices religieux

### Abbaye cistercienne du Mont-des-Cats
L’abbaye du Mont-des-Cats est une abbaye trappiste où l'on produit un fromage qui a reçu le même nom, le Mont des Cats.
La première bière trappiste française, la Mont des Cats, y est commercialisée depuis le 16 juin 2011. Cette bière est brassée à l'abbaye de Scourmont en Belgique, elle ne répond donc pas aux critères du label d'authenticité ATP.

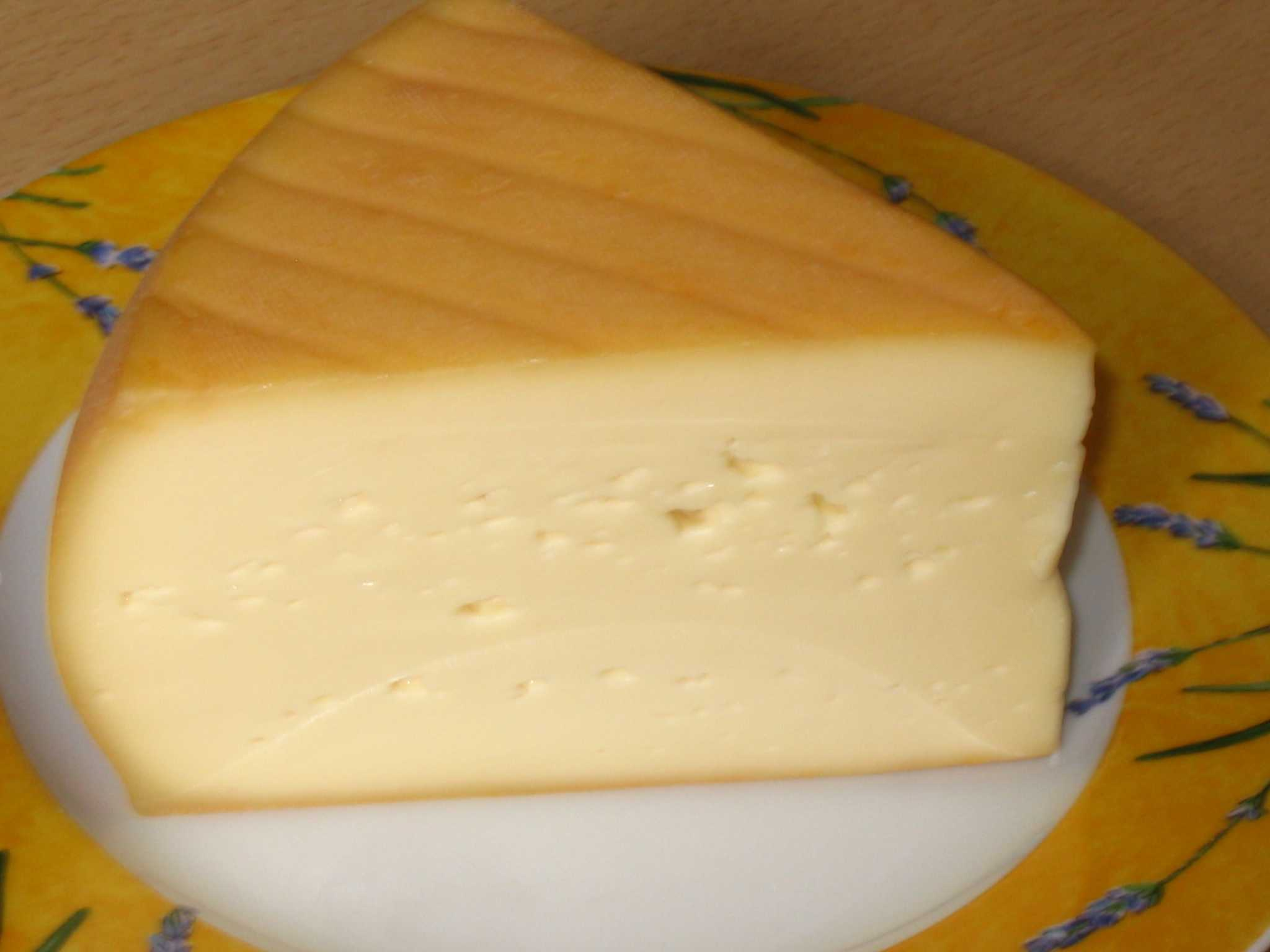
Fromage « Mont des Cats ».
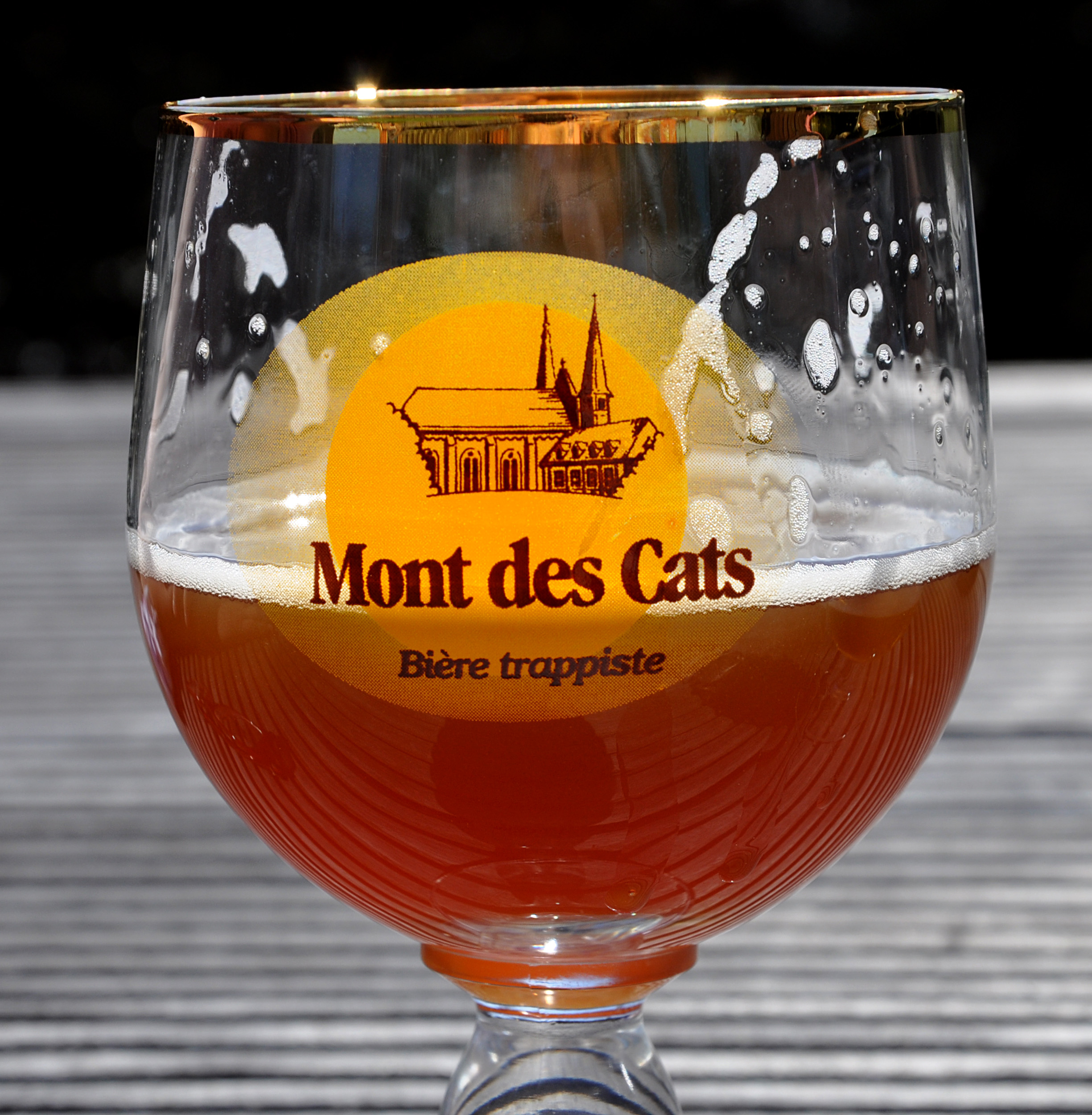
Bière « Mont des Cats ».
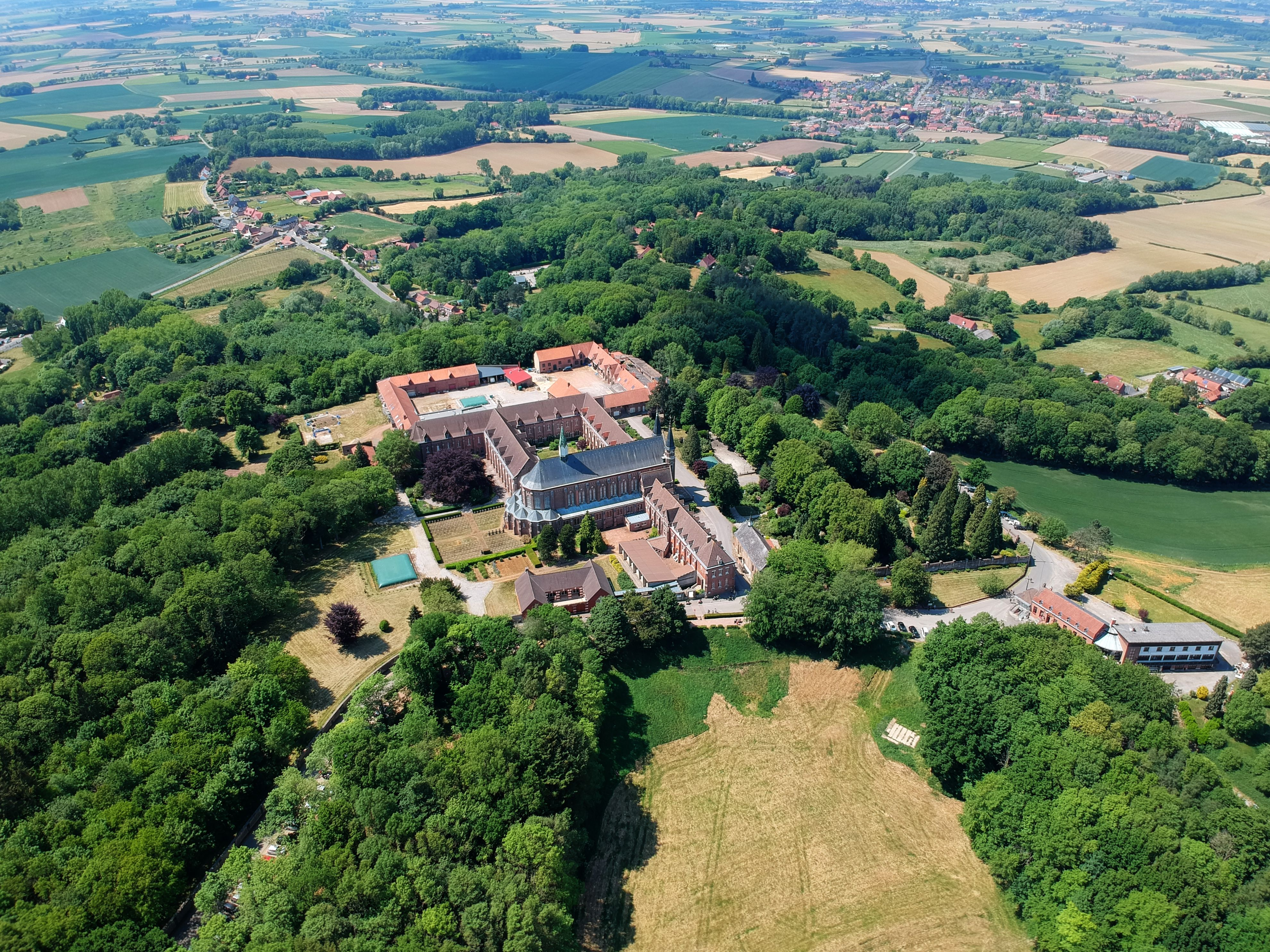
L'abbaye du Mont-des-Cats.

### Chapelle de la Passion
La chapelle de la Passion, sur les grilles de laquelle sont accrochés de nombreux tissus dans l'espoir d'une guérison des malades.

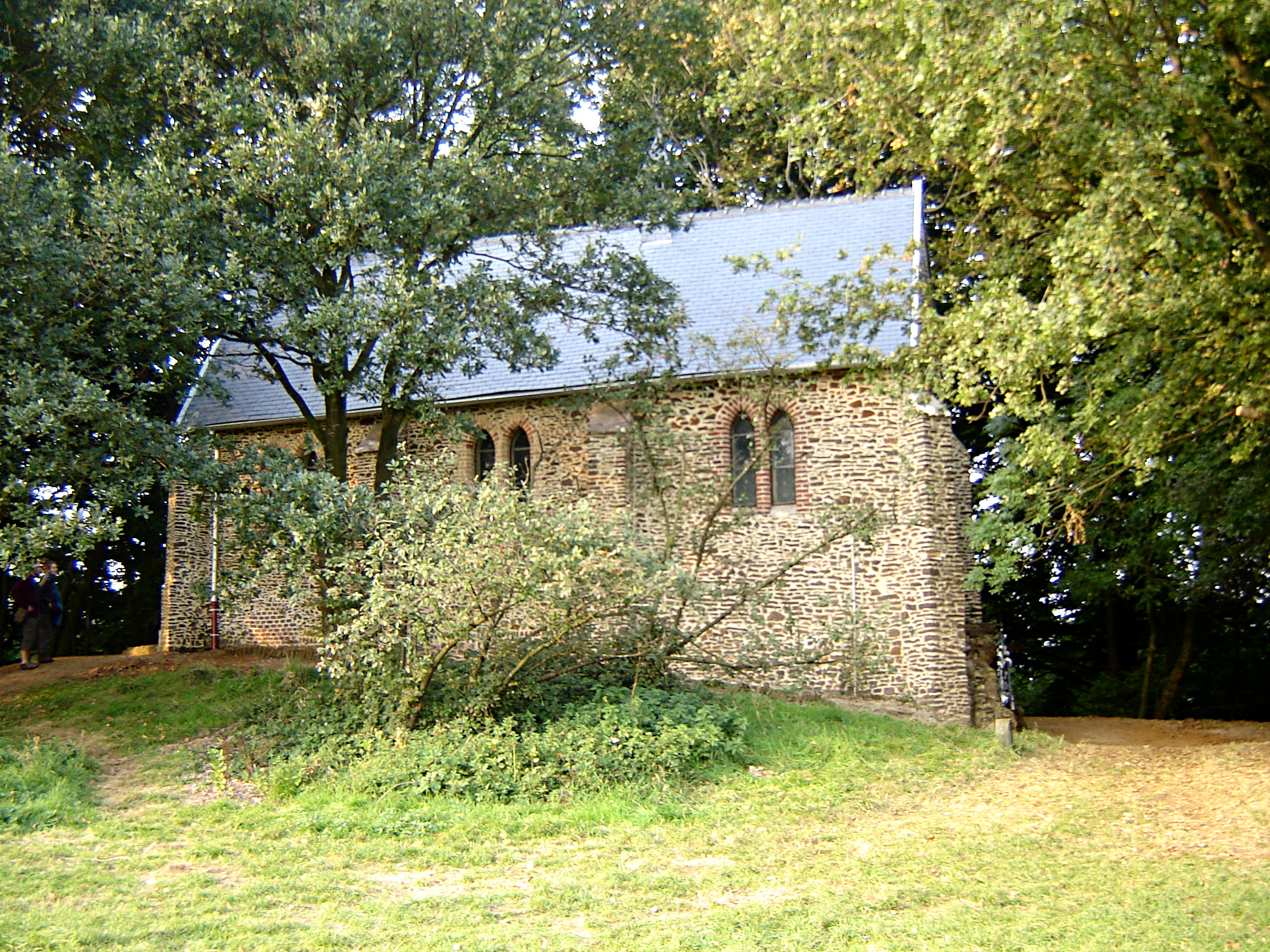
La chapelle de la Passion.

## Histoire
Entre les deux guerres mondiales, le mont des Cats est intégré à une suite continue de constructions défensives (blockhaus) allant de Bray-Dunes à Bailleul, faisant partie du secteur fortifié des Flandres, partie intégrante de la ligne Maginot.

## Installation hertziennes
Sur le mont est également installé un émetteur de radio et de télévision dont le mât atteint une altitude de 364 m.

## Tourisme
Comme les autres monts des Flandres, le mont des Cats est un lieu important de tourisme qui accueille un nombre important de visiteurs.
Plusieurs chemins de randonnée pédestre partent du site ou passent par lui comme le circuit « Autour du monastère », d'une longueur de 11 km ou la « Balade des Katts » de 4,8 km.